# Sergej Grisjaev
Sergej Edoeardovitsj Grisjaev (Russisch: Сергей Эдуардович Гришаев) (Nevelsk, 12 november 1961), is een voormalig professionele basketbalspeler die speelde voor het basketbalteam van de Sovjet-Unie. Hij werd Meester in de sport van de Sovjet-Unie, Internationale Klasse.

## Carrière
Grisjaev begon zijn profcarrière bij Avtomobilist Gorki in 1978. Hij verhuisde naar Dinamo Moskou in 1980. In 1983 stapte Grisjaev over naar Spartak Leningrad. Grisjaev bleef bij Spartak tot 1988. Grisjaev werd met Spartak Bekerwinnaar van de Sovjet-Unie in 1987. Een jaar later in 1988 verliet Grisjaev Spartak en keerde terug naar Dinamo Moskou. Na een jaar ging Grisjaev naar Finland en België. In 1994 ging Grisjaev naar Lietuvos rytas Vilnius in Litouwen. In 1995 ging Grisjaev naar Aquarius Wolgograd. Na een jaar ging hij naar BK Samara. In 2002 stopte Grisjaev met basketballen.
In 2003 werd Grisjaev hoofdcoach bij Avtodor Saratov. Van 2008 tot 2015 was Grisjaev assistent-coach bij Spartak Sint-Petersburg. Sinds 2015 is Grisjaev werkzaam bij Jaroslavl.

## Privé
De dochter van Sergej is de Russische basketbalspeler Nadezjda Grisjaeva.

## Erelijst
- Landskampioen Sovjet-Unie:
  - Tweede: 1990
  - Derde: 1982, 1985, 1986, 1987
- Bekerwinnaar Sovjet-Unie: 1
  - Winnaar: 1987
- Wereldkampioenschap:
  - Zilver: 1986
- Goodwill Games:
  - Zilver: 1986